# Отмухув
Отмухув (пол. Otmuchów, нім. Ottmachau) — місто в південно-західній Польщі, на річці Ниса-Клодзька.
Належить до Ниського повіту Опольського воєводства.

## Історія
Отмухув є одним з найстаріших каштелянських градів у Сілезії. Перша згадка відноситься до 1155 року, знаходився в той час (і аж до 1810 року) у підпорядкуванні вроцлавського єпископа. У XIV столітті навколо Отмухува збудовані оборонні мури. Нищений війнами, втрачав своє значення на користь Ниси, що розвивалася по сусідству, тодішньої столиці єпископського князівства.
До пам'яток Отмухова належить замок, зведений на місця давнього городища на вершині узгір'я. На сусідньому узгір'ї знаходиться бароковий костьол кінця XVII століття; на ринку розташована ратуша, збудована у XVI столітті.
Виникнення герба міста датується 1347 роком. У гербі зображені відкриті міські ворота білого кольору на блакитному полі. Від XIV століття використовується як міська печатка.
У роки II світової війни німці створили тут один із концентраційних таборів для поляків на теренах Сілезії, так званий Polenlager Ottmachau.

## Демографія
Демографічна структура станом на 31 березня 2011 року:
|          | Загалом | Допрацездатний вік | Працездатний вік | Постпрацездатний вік |
| -------- | ------- | ------------------ | ---------------- | -------------------- |
| Чоловіки | 2456    | 437                | 1762             | 257                  |
| Жінки    | 2707    | 443                | 1612             | 652                  |
| Разом    | 5163    | 880                | 3374             | 909                  |